# Ilha Comprida
Ilha Comprida - là một đô thị ở bang São Paulo của Brasil. Đô thị này nằm ở vĩ độ 24º44'28" độ vĩ nam và kinh độ 47º32'24" độ vĩ tây. Dân số năm 2004 ước tính là 8.730 người. 
Đô thị này có diện tích 188,5 km².

## Thông tin nhân khẩu
Dữ liệu dân số theo điều tra dân số năm 2000
Tổng dân số: 6.704
- Dân số thành thị: 6.704
- Dân số nông thôn: 0
- Nam giới: 3.400
- Nữ giới: 3.304

Mật độ dân số (người/km²): 35,56
Tỷ lệ tử vong trẻ sơ sinh dưới 1 tuổi (trên một triệu người): 14,09
Tuổi thọ bình quân (tuổi): 72,19
Tỷ lệ sinh (số trẻ trên mỗi bà mẹ): 2,50
Tỷ lệ biết đọc biết viết: 93,92%
Chỉ số phát triển con người (HDI-M): 0,803
- Chỉ số phát triển con người - Thu nhập: 0,736
- Chỉ số phát triển con người - Tuổi thọ: 0,787
- Chỉ số phát triển con người - Giáo dục: 0,886

(Nguồn: IPEADATA)